# Wyntoon
Wyntoon es el nombre de una propiedad privada en el condado rural de Siskiyou, California, propiedad de Hearst Corporation. Los arquitectos Willis Polk, Bernard Maybeck y Julia Morgan diseñaron estructuras para Wyntoon a partir de 1899.
La tierra, ubicada en dos curvas cerradas en el río McCloud, fue nombrada por el asesor financiero Edward Clark para la tribu local de nativos americanos del pueblo Wintun. Comenzando como un humilde centro turístico de pesca, la zona sufrió importantes alteraciones con la llegada del el abogado de San Francisco Charles Stetson Wheeler, su cliente Phoebe Apperson Hearst y su hijo William Randolph Hearst, quien disputó con su primo la propiedad. 
Desde entonces han construido estructuras prominentes, algunas se perdieron por el fuego, mientras que otras se quedaron en planos. Los visitantes famosos de Wyntoon incluyen a Clark Gable, Charles Lindbergh, Joseph P. Kennedy, Sr. y su hijo John F. Kennedy.

## Sitio de pesca de Justin Sisson
Los primeros habitantes conocidos del área de Wyntoon fueron la tribu winnemem wintu de nativos, un subgrupo de los wintun.
En los años 1880, el guía, cazador y trampero Justin Hinckley Sisson llegó a la zona y abrió un hotel, restaurante y taberna al pie del monte Shasta. Abogó por que una línea de ferrocarril se extendiera hacia el norte desde Redding hasta su ubicación, y tuvo éxito. La construcción del Ferrocarril del Pacífico Central a través del Sendero Siskiyou comenzó a mediados de los años 1880, y Sisson compró 48,6 ha en su camino. El ferrocarril se completó en 1887 y trajo mineros, cazadores, pescadores, madereros, naturalistas y turistas. Con su esposa, la ex Miss Lydia Field, Sisson operaba la posada y dirigía varios grupos de cazadores, geólogos y escaladores. Con las ganancias de su negocio exitoso, Sisson adquirió grandes parcelas de tierra, incluida la zona que se convertiría en Wyntoon. Estableció la ciudad de Sisson que rodea su posada, y construyó un centro de pesca a medio día de viaje en el río McCloud, a una altura entre 823 y 914 m, a unos 25 km. Se hizo popular entre los cazadores y pescadores como "Sisson-on-the-McCloud". Justin Sisson murió en 1893. En 1924, la ciudad de Sisson pasó a llamarse Mount Shasta, California.

## Pabellón de caza de Charles S. Wheeler

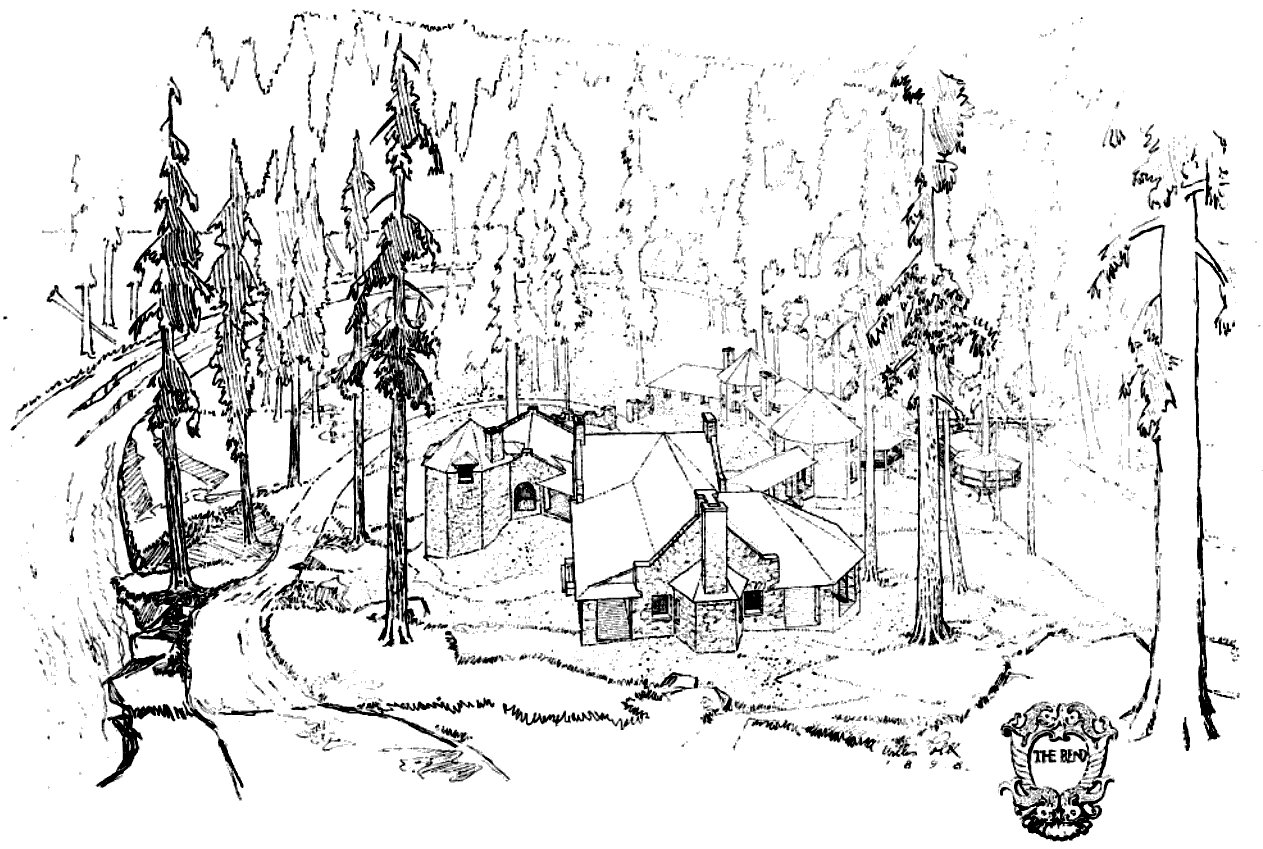
La mayor parte de la estructura de 1899 de Willis Polk "The Bend" fue demolida en 1934 y reconstruida por Julia Morgan.

En 1899, la viuda de Sisson vendió el sitio del balneario de pesca del río McCloud a Charles Stetson Wheeler, un rico abogado de San Francisco. Esta parcela se encontraba en la Cordillera de las Cascadas, sureste del Monte Shasta. Wheeler llamó a esta propiedad Wheeler Ranch, y construyó un pabellón de caza en el río en Horseshoe Bend; su piedra angular se colocó en 1899. El albergue de varias alas, espectacular con sus paredes de piedra y techo de pizarra, fue diseñado por el arquitecto Willis Polk de San Francisco, e incluía una biblioteca de 800 libros con espacio para cientos de cestas de nativos americanos. Wheeler le indicó a Polk que le diera al albergue una "torre de peces", un estudio alto con vista y dos ventanas que eran acuarios que contenían truchas locales. Una inscripción en latín sobre la entrada indicaba que esta habitación era un templo para la pesca: piscatoribus sacrum. El diseño de Polk fue retratado en julio de 1899 en The American Architect and Building News, que lo describió como una "casa de montaña de California". Banister Fletcher incluyó el edificio en una lista de arquitectura estilo Shingle. El diseño de la estructura, un "grupo de masas laberínticas", serpenteaba entre los árboles, se curvaba para seguir la curva del río, la curva creaba un patio con un camino circular y una fuente central. El comedor disfrutaba de una vista de tres lados del río, y los comensales podían tomar el aire en un porche envolvente. El porche se abría al río en un tramo de escalones de madera que conducían a una glorieta octogonal perforada y sostenida por un gran árbol, que sobresalía por encima de las aguas cayendo. Grandes chimeneas y pesadas vigas daban la impresión de un interior de finca medieval. El uso de piedra y madera de Polk en el exterior logró una sensación de compatibilidad con la tierra, celebrando la belleza primordial del entorno.

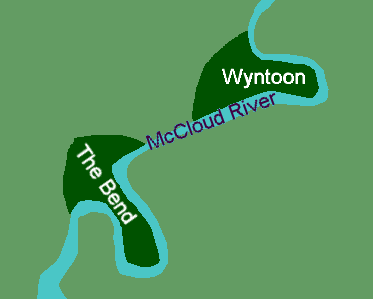
De 1900 a 1934, The Bend de Charles Stetson Wheeler estuvo aguas abajo de Wyntoon. Posteriormente, se combinaron las propiedades.

La familia Wheeler pasó en el rancho muchos veranos. En 1900, Wheeler invitó a su cliente Phoebe Hearst a visitar Wheeler Ranch con su familia durante el verano. Hearst le preguntó si podía comprar la tierra, pero Wheeler se negó. Insistente, Hearst llegó a un acuerdo mediante el cual compraría un contrato de arrendamiento de 99 años en una parte del terreno, y también compró un terreno contiguo en manos de Edward Clark, su asesor financiero, quien lo llamó con el nombre indígena Wyntoon. Hearst aplicó el nombre Wyntoon a la combinación de las propiedades anteriores de Clark y su nuevo contrato de arrendamiento, y en 1901 contrató la construcción de una magnífica casa de siete pisos. Wheeler estaba disgustado con los extravagantes planes, ya que él y Hearst habían acordado previamente que su edificio sería modesto. Sin embargo, no la detuvo.
Wheeler retuvo la parte de Wheeler Ranch que no fue arrendada a Hearst, incluido The Bend. En 1911, Wheeler invitó al artista y naturalista austrohúngaro Edward Stuhl ya su esposa Rosie a vivir en la propiedad; estos hicieron extensos estudios de la vida animal y vegetal en el área y recolectaron cientos de especímenes. Stuhl, un ávido alpinista, publicó Wildflowers of Mount Shasta desde su base en Wheeler Ranch. Después de la muerte de Wheeler en 1923, Stuhl se desempeñó como custodio del rancho. William Randolph Hearst compró Wyntoon directamente de su contrato de arrendamiento de 99 años en 1929, y en 1934 compró todo Wheeler Ranch y The Bend, un total combinado de 20 243 ha.

## Castillo de Phoebe Hearst

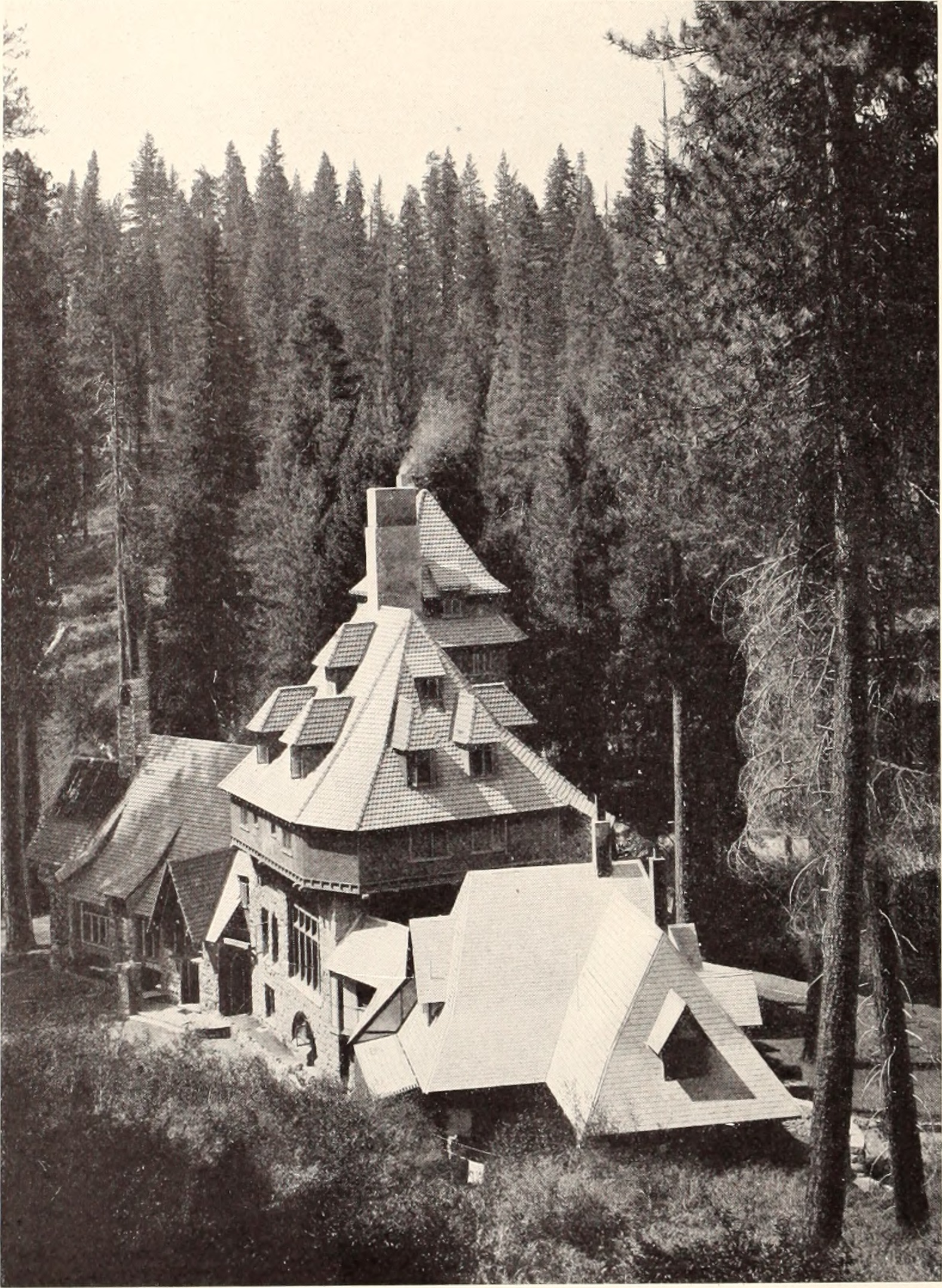
Proyecto Wyntoon de Bernard Maybeck visto en 1906. Se quemó en 1929.

Phoebe Hearst, al firmar el contrato de arrendamiento de 99 años, decidió construir una gran residencia. Contrató a Bernard Maybeck para diseñar uno en el estilo gótico de un castillo del río Rin. La estructura se completó principalmente en 1902, y le costó a Hearst 100 000 dólares. Maybeck contrató a Julia Morgan para ayudar en el diseño.
El trazado del castillo se ajustó a la pendiente del solar y a un semicírculo de seis altas coníferas. Su huella era de 36,6 por 17,1 m; un sótano subterráneo era de 13,7 m ancho, 4,6 m altura, y se extendía a lo largo del edificio, conteniendo almacenes y un horno de calefacción central que suministraba vapor a todo el edificio. La torre central hecha de piedra alcanzó una altura de 22,9 m. Una sala de plomería ingresada desde el exterior permitió a los pescadores y cazadores limpiar sus capturas y ellos mismos. Seis pisos de dormitorios estaban contenidos en la torre central; cada dormitorio entraba desde descansillos a lo largo de la escalera de caracol principal tallada en piedra. El exterior de la torre era un grueso muro de coronación de carga coronado con un techo en ángulo pronunciado para soportar el peso de la nieve y eliminar el exceso de nieve. Tejas vidriadas de color verde de París de los Países Bajos aparecieron en el techo, proporcionando "un color brumoso como los agujeros entre las ramas de los árboles en el bosque". La piedra volcánica de basalto gris azulado se extrajo de los flujos de lava locales; suministró la fuerza de las paredes macizas.

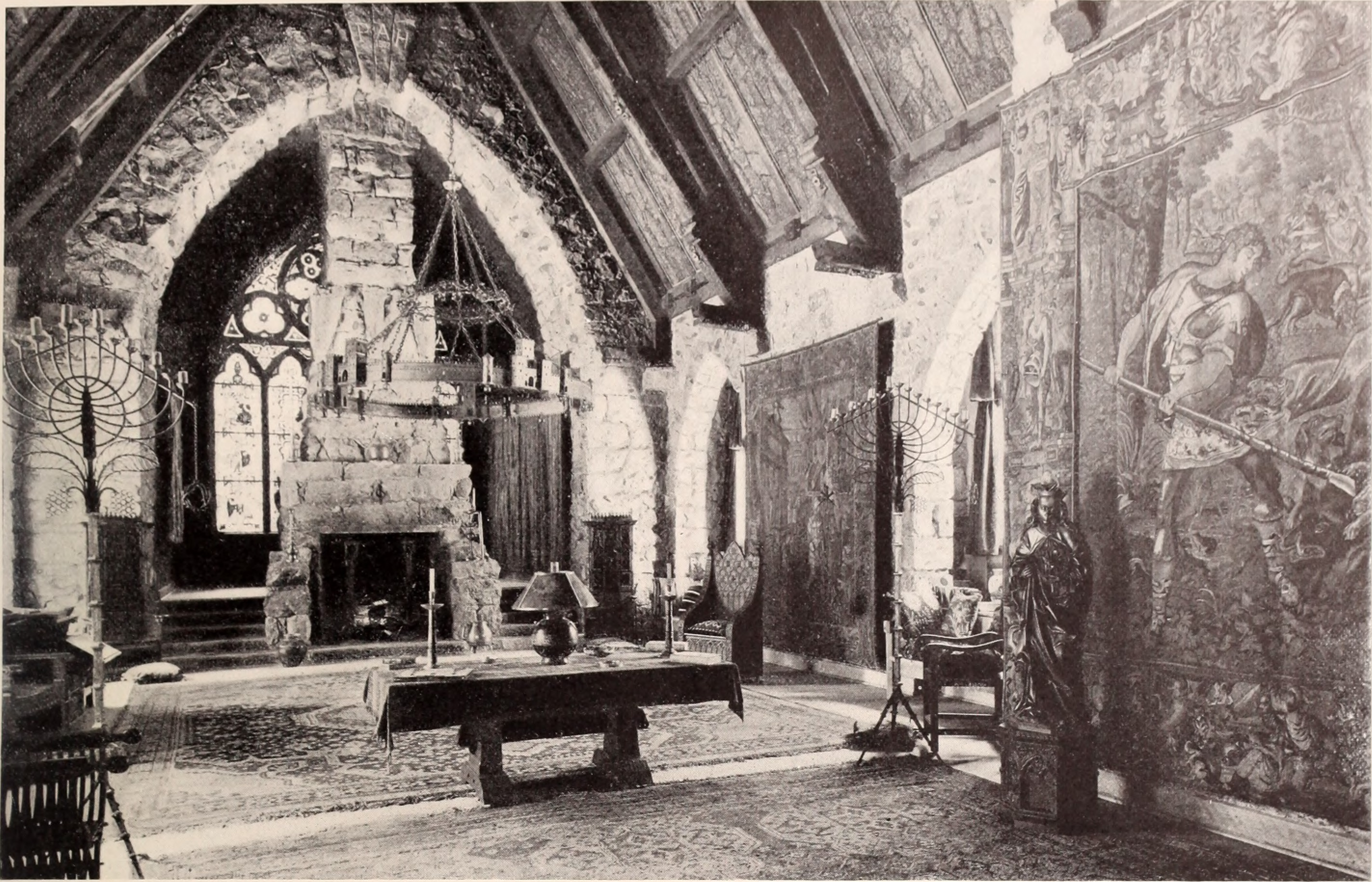
1906 interior de la sala de estar

La sala de estar, 24 por 11 m, tenía en un extremo una alcoba que enmarcaba una vidriera, una copia del siglo XIII en Lorenzkirche en Nurémberg, la reproducción fabricada en Holanda. La cúspide de la habitación tenía 36 pies de altura, una reunión de vigas de madera empinadas que descansaban sobre muros de piedra de 2,1 m de grosor. Una chimenea alta separaba la alcoba de la mayor parte de la sala de estar; un hombre grande podría pararse en su abertura. Otra chimenea calentaba el otro extremo de la sala de estar. Los tapices colgaban de las paredes de piedra para darle un aspecto medieval. Frederick Meyer hizo muebles para esta habitación, y para todo Wyntoon, en estilo vernáculo europeo.

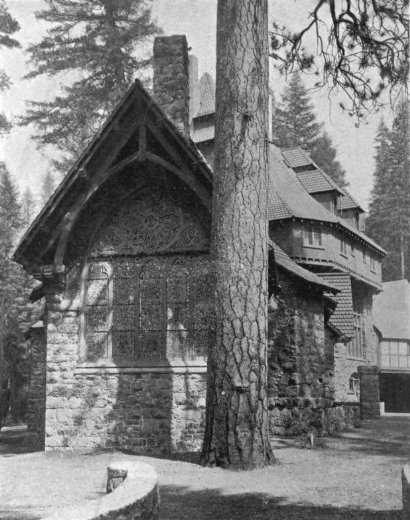
Exterior del salón mostrando una vidriera. La escala es engañosa: un hombre parado debajo del alféizar de la ventana no llegaría al fondo del alféizar.

Maybeck diseñó un comedor muy parecido a la sala de estar, con paredes de piedra góticas y techo alto puntiagudo, y dos chimeneas opuestas, pero sus mesas góticas estaban inusualmente colocadas contra las paredes dejando el área central abierta. Se proporcionaron bancos para que los comensales se sentaran. El ala de la cocina, 12 por 12 m, contiguo al comedor, comunicado a través de un amplio hall de mayordomo. El personal disponía de habitaciones en el ala de la cocina. Su cimiento de piedra labrada llegaba hasta lo alto de la planta baja; La pared del segundo piso era de piedra de escombros. El techo estaba rematado por pizarra gris claro. Las reacciones críticas iniciales a la apariencia exterior del ala de la cocina llevaron a Hearst a rodearla de arbustos.
Phoebe Hearst también construyó otras estructuras, como The Gables, una vivienda de libro de cuentos para huéspedes desbordados, y una "cabaña de luna de miel". El castillo fue habitable en 1902, completamente terminado en 1904. Apareció en American Homes and Gardens en 1906, una extensión de tres páginas; el mismo espacio que se le dio a la casa en Architectural Review en 1904. El escritor de Architectural Review criticó las pintorescas tallas de madera que daban la impresión de "pastelería y perfume",  pero elogió los aspectos más importantes de la estructura:

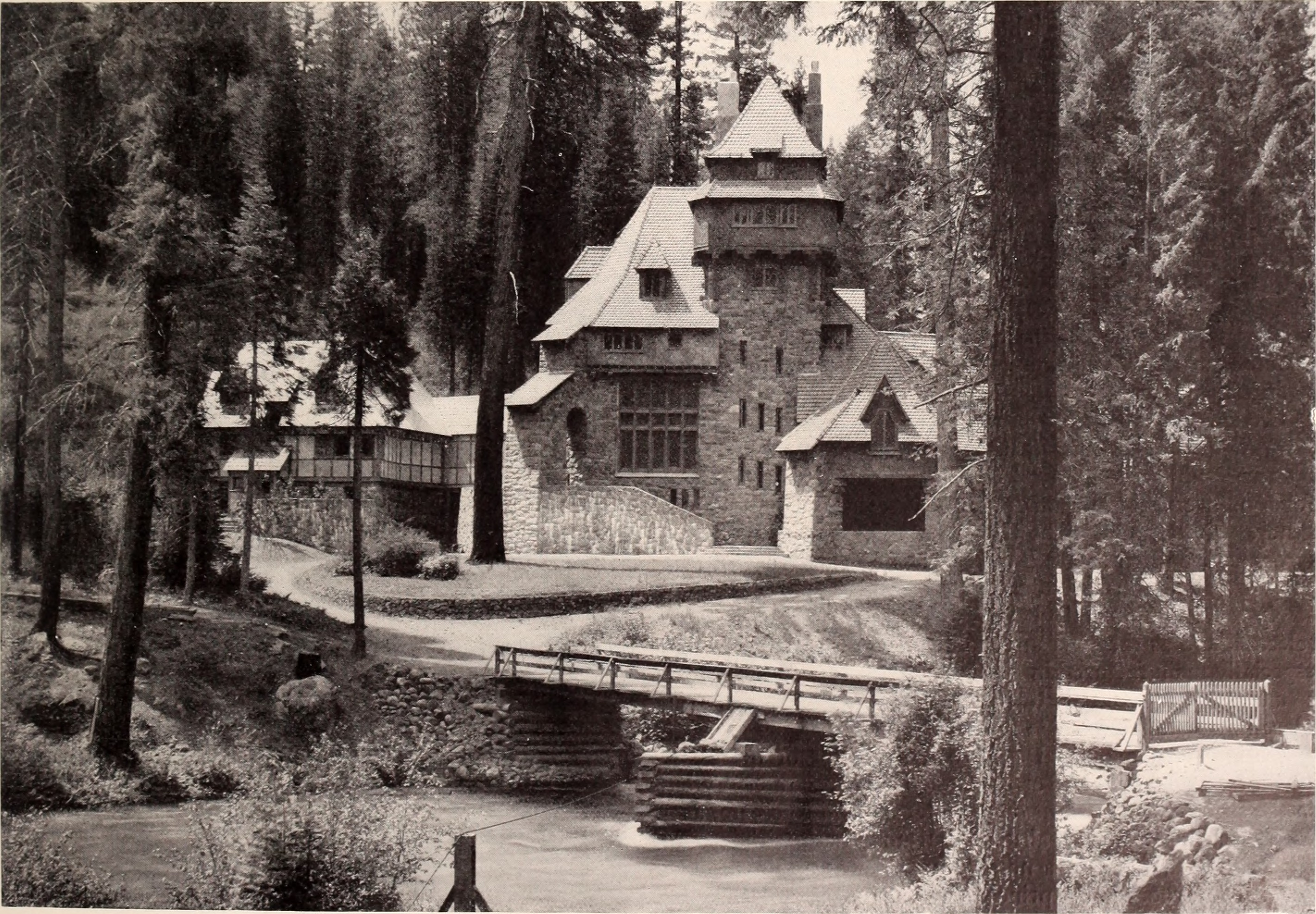
Wyntoon desde el otro lado del río McCloud en 1906

Hearst pasó el verano en Wyntoon y crio a los hijos de su hijo allí cuando no los estaba mirando. William Randolph Hearst y su esposa Millicent tuvieron cinco hijos entre 1904 y 1915; cada uno pasó los meses de verano en Wyntoon con la abuela. El padre de los niños envió instrucciones sobre su crianza, escribiendo después de que el mayor, George Randolph Hearst, casi fue arrastrado por el McCloud, que los niños necesitaban "una advertencia severa sobre el río". Hearst ocasionalmente entretuvo a sus amigos y conocidos de la sociedad en Wyntoon, trayendo invitados seleccionados al norte de la Exposición Internacional Panamá-Pacífico de 1915. A su muerte en 1919, le entregó Wyntoon a su sobrina Anne Apperson Flint, junto con un automóvil Cadillac y 250.000 dólares.
Flint se mudó con su esposo, Joseph Marshall Flint. Durante este tiempo, la arquitecta Julia Morgan diseñó cuatro estructuras que se construyeron en Wyntoon: una residencia del superintendente y un cuarto de servicio separado en 1924, y en 1925, un edificio de establos que alberga la casa de un cuidador erigido cerca de un "Chalet suizo" que fue construido para el personal doméstico de mayor estatus.

## Proyectos de William Randolph Hearst
Del testamento de su madre, William Randolph Hearst recibió la mayor parte de la herencia familiar, incluidos las 110 000 ha del rancho en San Simeon, el Babicora Ranch de 360 000 ha en México, un huerto de frutas en el condado de Butte, y varias acciones mineras e industriales, en total por un valor de entre 5 y 10 millones de dólares. Wyntoon, sin embargo, fue entregado a su prima Anne Apperson Flint en el testamento de su madre, y Hearst estaba enojado por esto. Se negó a devolver a Flint ninguno de los objetos de arte de Wyntoon que habían sido prestados al Palacio de Bellas Artes para una exhibición. En 1925, después de años de duras negociaciones, compró Wyntoon a Flint por 198 000 dólares, pero permaneció amargado para siempre con su primo.
En el invierno de 1929-1930, la obra maestra Wyntoon de Maybeck se quemó, posiblemente de un incendio en la cocina. La revista Time informó las pérdidas de Hearst entre 300 000 y 500 000 dólares, incluidas partes de su colección de arte. A principios de 1930, Hearst contrató a Morgan para que diseñara un castillo aún más grande como reemplazo. Morgan ya estaba trabajando para Hearst en Castillo Hearst en San Simeon y casi terminó con The Hacienda cerca de King City.
Morgan colaboró con su primer mentor y maestro, Maybeck, en los planes para un castillo de estilo gótico bávaro de ocho pisos con dos grandes torres y más torretas menores, unas 61 habitaciones propuestas para el proyecto de construcción más grande de Wyntoon. Hearst instruyó a Arthur Byne, su agente de arte con sede en Madrid, que buscara edificios probables que pudiera comprar para su mampostería, para darle a Wyntoon un aire antiguo. En diciembre de 1930, Byne descubrió Santa María de Ovila , un monasterio cisterciense de 700 años de antigüedad, y Hearst pagó 97 000 dólares por él. El monasterio fue desarmado y retirado ilegalmente, pero el gobierno español estaba cambiando de manos y no fue eficaz para detener a los empleados de Hearst. Se enviaron unas 10 000 piedras a un almacén en San Francisco a un costo total de aproximadamente 1 millón de dólares.
Otra vieja estructura removida de Europa fue propuesta para Wyntoon: el gran granero de diezmos del Priorato de Bradenstoke en Inglaterra. Hearst había utilizado la mayor parte del priorato para restaurar el castillo de St Donat en Gales a finales de los años 1920, pero el granero del diezmo había sido embalado y enviado a San Simeón para su posible uso allí. Hearst propuso que el granero de Bradenstoke sin usar se incorporara a su gran castillo e hizo que Morgan estudiara las posibilidades.
En la primavera de 1931, Morgan ofreció varios diseños a la consideración de Hearst, todos ellos utilizando las piedras del monasterio español en la planta baja, reforzadas con vigas de acero para soportar el peso de los pisos superiores. Algunas partes del monasterio se consideraron una biblioteca, una "armería" y una sala de estar. La propuesta final de Morgan incluyó una piscina cubierta construida a partir de la antigua iglesia del monasterio. La piscina de 46 m de largo con vestuarios y salones en las antiguas capillas laterales, agua poco profunda para vadear en el ábside, 3,4 m de profundidad en la zona central y un trampolín donde había estado el altar.
En julio de 1931, cuando una pala de vapor se preparaba para nivelar el terreno suficiente para albergar el gran castillo, Hearst detuvo todos sus planes de construcción. La Gran Depresión había disminuido considerablemente sus ingresos y no podía pagar sus 50 dólares. Millones de proyectos en Wyntoon mientras que al mismo tiempo disfrutaba de su expansión en San Simeon. Abandonando la idea del castillo masivo, Hearst le pidió a Morgan que diseñara un "pueblo bávaro" con múltiples edificios con entramado de madera en el estilo medieval de Alemania o Austria. Hearst envió a Morgan a Europa para estudiar los edificios adecuados; trajo consigo a la artista Doris Day para investigar inscripciones arquitectónicas y estilos de pintura. En 1932, Morgan elaboró un plan maestro para Wyntoon. Describía un grupo de casas de huéspedes con nombres románticos como Cinderella House, Fairy House y Bear House, dispuestas no en un estilo medieval estrecho, sino simétricamente alrededor de un verde común en el estilo Beaux-Arts. Estas estructuras de tres pisos con techos a dos aguas abruptas se completaron en 1933. El artesano suizo Jules Suppo y sus asistentes tallaron gran parte de las decoraciones góticas alemanas. El día pintó finas inscripciones y patrones decorativos exteriores. El ilustrador húngaro Willy Pogany pintó murales exteriores que representan cuentos de hadas rusos y germánicos como los de los hermanos Grimm, pero las versiones de Pogany eran brillantes, divertidas y alegres, no oscuras y sombrías. 
Aguas abajo del Bavarian Village, el plan de Morgan requería una selección de actividades de ocio. Cerca de las canchas de tenis y de un campo de croquet se ubicaría una piscina con una caseta de piscina, y se acondicionaría un comedor llamado "The Gables" para proyectar películas. Aunque San Simeon podría albergar quizás de 30 a 50 invitados, el plan ampliado de Wyntoon podría albergar a 100 durante un fin de semana.
En 1934, Hearst compró todo Wheeler Ranch. La estructura de Polk "The Bend" fue derribada a excepción de un ala que contenía el dormitorio principal. Esta ala sostenía la piedra angular grabada "The Bend - 1899 ". El resto del edificio fue rediseñado por Morgan en estilo neogótico y reconstruido de 1935 a 1941 utilizando muchas de sus piedras originales.
El 1 de enero de 1935, las imágenes de Wyntoon del fotógrafo Peter Stackpole se publicaron en la revista Life, mostrando a Hearst relajándose en Wyntoon con amigos. La oficina de comunicaciones de Hearst en Wyntoon se mostró en las fotos; fue construido al lado de Bear House para mantenerlo al tanto de los acontecimientos actuales. Esta oficina se instaló en un bungaló cubierto de tejas construido para albergar a Joe Willicombe, el secretario privado de Hearst. La estructura sirvió como el "centro neurálgico" del imperio editorial de Hearst, con tres operadores las 24 horas del día ocupándose de las instalaciones del telégrafo y la centralita telefónica.
A mediados de 1937, Hearst se vio obligado por la bancarrota a ceder todas sus propiedades a un grupo de fideicomisarios llamado Comité de Conservación. Wyntoon fue incluido, se estimó que el año anterior valía 300 000 dólares. Encabezados por el juez de Nueva York Clarence J. Shearn, los fideicomisarios recortaron los costos de Hearst y detuvieron los proyectos paralelos más pequeños en San Simeon y Wyntoon que habían mantenido ocupados a tantos contratistas. Wyntoon fue mantenido solo por un personal mínimo pagado por Hearst Corporation. Hearst nunca recibió a más de 14 invitados en Wyntoon después de la quiebra. De 1938 a 1940, las colecciones de arte de Hearst se catalogaron y vendieron, incluidos artículos de Wyntoon. Hearst tuvo que pagar el alquiler de su asignación cuando se quedó en cualquiera de sus propiedades.
Después del ataque a Pearl Harbor del 7 de diciembre de 1941, se impusieron condiciones de apagón en San Simeon debido a su proximidad al océano y la probabilidad asociada de bombardeos japoneses, por lo que antes de Navidad Hearst se mudó a Wyntoon con su amante, la actriz Marion Davies. Allí, los dos vivían en Bear House a la orilla del río con sus perros salchicha. El querido perro salchicha de Davies llamado Gandhi, de 15 años, cayó gravemente enfermo durante este tiempo; se llamó a un veterinario que mató al animal con una inyección. Angustiado, Davies se enfureció por Bear House, y luego escribió: "Rompí todo lo que pude". La perra favorita de Hearst, Helen, murió en sus brazos en Wyntoon; la enterró en una ladera cubierta de flores, en el lugar marcado por una piedra con la inscripción: "Aquí yace la querida Helen - mi devoto amiga".
Durante la residencia Wyntoon de Hearst y Davies, recibieron menos visitantes que en San Simeon, porque era más remoto. Pasaron mucho tiempo juntos y Davies retomó la costura después de años sin práctica. Cosió telas de seda en corbatas para Hearst. Le escribía un poema o una nota corta todas las noches, que deslizaba por debajo de la puerta para que ella lo viera por la mañana. Durante el invierno de 1943-1944, con la nieve y el hielo transformando el paisaje al aire libre, Wyntoon recibió al actor Clark Gable, los directores de cine Louis B. Mayer y Raoul Walsh, la columnista Louella Parsons, el dibujante Jimmy Swinnerton y su esposa, el aviador Charles Lindbergh y su familia. la hija del expresidente Anna Roosevelt y su esposo John Boettiger (que trabajaba para Hearst), y el millonario Joe Kennedy que trajo a su hijo de 26 años "Jack", el futuro presidente. Jack sorprendió a Hearst nadando en el helado McCloud.

## Hoy
Los fideicomisarios de Hearst reorganizaron la Hearst Corporation en 1943, instalando a Richard E. Berlin como presidente. Bajo Berlín, Wyntoon se hizo para obtener ganancias: el antiguo rancho Wheeler de 50,000 acres que tenía y las parcelas contiguas sumaban 27 114 ha fueron taladas y replantadas con más plántulas de árboles, la operación generó alrededor de 2 millones de dólares anuales para 1959.
A fines de los años 1980, los arquitectos Blunk Demattei Associates (BDA) comenzaron a trabajar con Hearst Corporation para completar el interior de "Angel House", cuya construcción se había detenido a fines de los años 1930. A continuación, BDA comenzó a remodelar el ala de un dormitorio original de "The Bend" de Polk. Allí, el segundo y el ala del dormitorio principal (terminada en los años 1950 en estilo Tudor) se quemó el 30 de diciembre de 1992 y se contrató a BDA para reconstruirla. Sensible al problema de recrear el ambiente, BDA usó paneles de Sugar Pine en consonancia con otras habitaciones en el sitio, hierro forjado de Polonia y de herreros locales, piedras extraídas localmente y chimeneas de la era del Renacimiento.
Hoy, la propiedad es propiedad de Hearst Corporation y no está abierta al público. Está al norte del lago McCloud, un lago artificial terminado en 1965, y a unos 15 km este de Dunsmuir. Los kayakistas pueden ver la finca desde el río Upper McCloud durante el deshielo de primavera y verano.
La propiedad está protegida por la ley como un "titular de derechos de alto nivel" para usar una cantidad ilimitada de agua del río McCloud contiguo.